# 馬冠標
馬冠標（1891年—?）北京人。中华民国教育家，满洲国政治人物。

## 生平
1912年前后留学日本，入东京高等师范学校史地科。1915年毕业后归国，历任奉天高等师范学校教授、旅顺工科大学预科特别班代理总监。1926年任南满教育会教科书编辑部编辑。1928年任《泰东日报》社社长。1929年任东北大学学监兼教授。1930年改任东三省特别区第二中学校长。
满洲国成立后，1933年任满洲国大同学院特别班代理总监。1935年创建吉林高等师范学校并亲自担任校长。后来，他历任满洲国吉林省教育厅厅长、安东省民政厅厅长兼教育厅厅长等职务。